# Geografía urbana

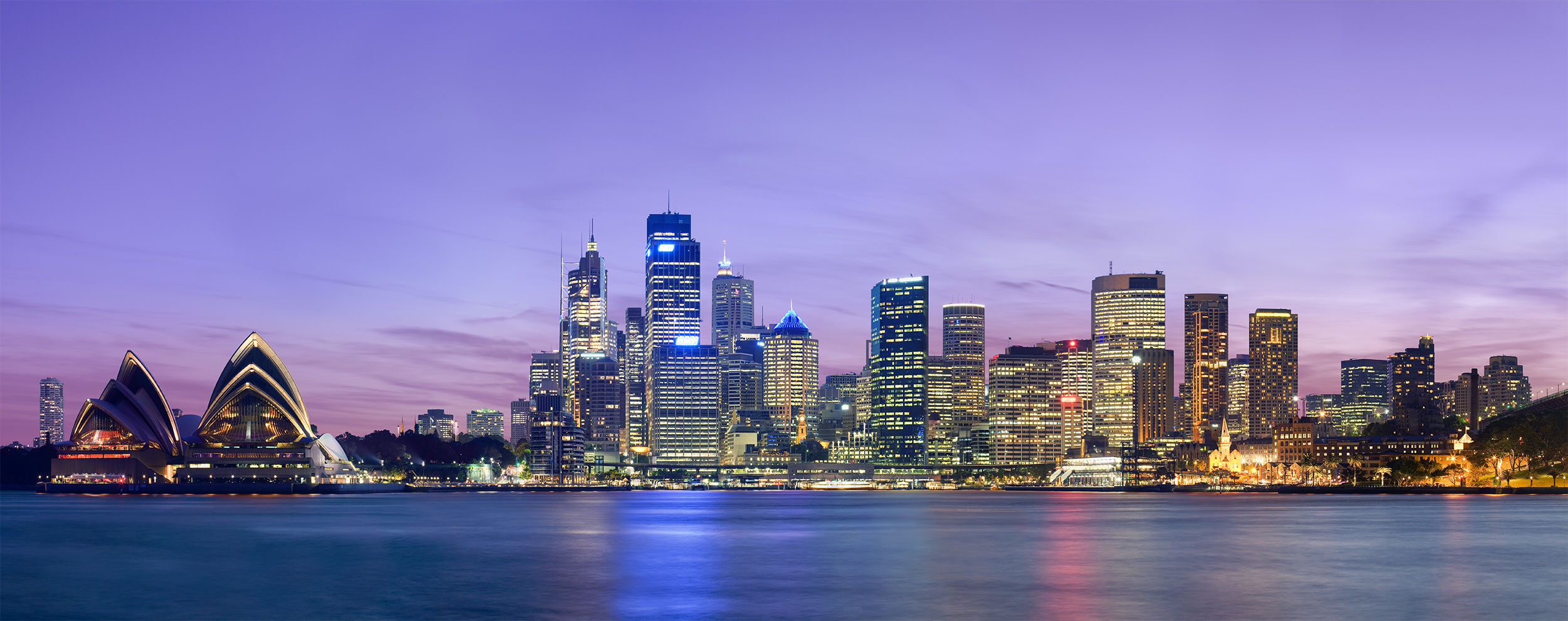
Panorámica de Sídney (Australia) al anochecer.

La geografía urbana es el estudio de la estructura y funciones de la ciudad, entendida como paisaje urbano.
Comprende el estudio del desarrollo del proceso de urbanización, muy importante en los distintos periodos históricos denominados revolución urbana, la determinación de las relaciones de las ciudades entre sí o el establecimiento de una jerarquía urbana entre ellas (por ejemplo la Teoría de los lugares centrales), la estructura urbana, las pautas espaciales que ocurren dentro de la ciudad, así como el  medio ambiente urbano. Se considera como una parte de la ciencia geográfica, dentro del campo de estudio más amplio que es la geografía humana. A menudo puede superponerse con otros campos tales como la antropología (antropología cultural) y la geografía física.

## Descripción
Los geógrafos urbanos procuran entender el porqué de la ubicación de las ciudades (situación y emplazamiento), sus funciones y funcionamiento, la jerarquía que existe entre las diversas ciudades y por qué se desarrollan en la forma en que lo hacen.
La geografía urbana forma la base científica para varias profesiones incluida la planificación urbana, la selección de ubicación de los comercios al por menor, el desarrollo de bienes raíces, el análisis de la pauta del crimen o el análisis logístico, entre otros.
Hay esencialmente dos enfoques a la geografía urbana. El estudio de los problemas que se relacionan con la distribución espacial de las ciudades en sí mismas y de las pautas complejas del movimiento, los flujos y las uniones espaciales. Los estudios en esta categoría se preocupan por el sistema de la ciudad. En segundo lugar hay el estudio de pautas de la distribución y la interacción dentro de ciudades, esencialmente el estudio de su estructura interior. Los estudios en esta categoría se preocupan por la ciudad como un sistema. Marielys